# Nusaybah bint Ka'ab
Nusaybah bint Ka'ab (arabe : نسيبة بنت كعب ; aussi appelée ʾUmm ʿAmmarah, Umm Umara, Umm marah) est l'une des premières femmes à se convertir à l'Islam. Elle était l'une des femmes Compagnons du prophète de l'Islam, Mahomet.

## Biographie
Nusaybah était la mère d'Abdullah et Habib ibn Zayd al-Ansari, et la sœur d'Abdullah bin K'ab. Elle vivait à Médine et était membre de la tribu Banu Najjar. À l'époque, 74 guerriers et chefs tribaux de Médine sont venus sur al-Aqabah pour prêter serment d'allégeance à l'islam à la suite des leçons faites par Mus 'ab ibn Umair sur cette nouvelle religion dans la ville. Après leurs arrivés, les deux seules femmes à s'engager personnellement directement auprès du prophète islamique Mahomet étaient Nusaybah et Umm Munee Asma bint 'Amr bin 'Adi. À la suite de cette demande, son mari, Ghazyah bin 'Amr a informé Mahomet que ces femmes aimeraient donner leur bay'a en personne, il a donc accepté leur demande.
Nusaybah revient sur Médine et commence à enseigner l'islam aux femmes de la ville. La célébrité de cette femme vient de sa participation dans les batailles de Hunain, al-Yamama et le Traité de d'Hudaybiya. Elle a également participé à la bataille de Uhud, durant laquelle elle a défendu le prophète. Nusaybah a donc été la première femme à se battre pour la défense de l'islam,. Nusaybah se marie une première fois avec Zayd ibn 'Asim Mazni , à la suite de cette union elle a eu deux fils, deux martyrs dans la bataille. Elle a ensuite épousé bin 'Amr, et a eu un autre fils Tameen et une fille Khawla.